# Don Pasquale

Don Pasquale este o operă bufă în 3 acte de Gaetano Donizetti, după un libret de Michele Accursi și Giacomo Ruffini.
Premiera operei a avut loc în 3 ianuarie 1843, la "Teatrul Italian" din Paris.
Durata operei: cca 2 1/2 ore.

## Personajele principale
- Don Pasquale, un bătrân burlac (bas)
- Dr. Malatesta, un medic, prietenul lui Don Pasquale (bariton)
- Ernesto, nepotul lui Don Pasquale (tenor)
- Norina, o tânără văduvă (soprană de coloratură)
- Un notar (bas)

## Acțiunea

### Actul I
Bătrân, bogat, dar singur, Don Pasquale este hotarât să se însoare, dorindu-și soție tânără și frumoasă. Doctorul Malatesta, prieten al casei, îi vorbește despre sora lui, Sofronia, abia ieșită de la mănăstire. Don Pasquale pare încântat. Cu ocazia acestei căsătorii el este hotărât să-l alunge din casa pe Ernesto, nepotul său, pe care îl dezmoștenește din cauza dragostei acestuia pentru o frumoasă actriță, pe nume Norina. Amuzat și neîncrezător, la început, Ernesto își va da seama că toate visele sale de fericire vor fi nemilos spulberate. În acest timp, frumoasa Norina nici nu bănuiește gravele evenimente ce se petrec. Scrisoarea "de adio" pe care o primește de la Ernesto o nedumerește, dar sosirea doctorului Malatesta o va lămuri și liniști. Pentru a-și ajuta prietenii, pe Ernesto și pe Norina, șiretul doctor a pus la cale un plan dibaci: o va prezenta pe Norina lui Don Pasquale drept sora sa, va înscena o căsătorie, după care tinerei fete îi va reveni sarcina de a-l exaspera pe bătrânul nesăbuit care, în final, va fi fericit să afle adevărul și, mai ales, va trebui sa încuviinteze căsătoria "soției" sale cu nepotul său, Ernesto. Norina este încântată de acest plan și împreună cu prietenii săi actori, travestiți în servitori, pornesc la "atac".

### Actul II
Disperat de amenințarea unui destin necruțător, Ernesto își crede dragostea pierdută. Don Pasquale se lasă ușor cucerit de purtarea sfioasă și frumusețea ale tinerei "Sofronia", în realitate frumoasa Norina. În contractul de căsătorie ce se încheie pe loc, bătrânul trece jumătate din averea lui pe numele soției sale. Lămurit de Malatesta despre farsa ce se pune la cale, Ernesto acceptă să fie martor al falsei căsătorii. El se va bucura de o atenție deosebită din partea "mătușii" sale care, spre stupefacția lui Don Pasquale, îl alege drept însoțitor pentru plimbări.

### Actul III
Disperat și neputincios, Don Pasquale încearcă în zadar să-și potolească soția, care îi risipește banii pe toalete luxoase, refuzând să i se supună, așa cum s-ar cuveni. Încercând să o împiedice pe Norina să plece la teatru, Don Pasquale se alege chiar cu o ...palmă. Iată, însă, că din conținutul unui bilet, pe care soția sa l-a pierdut, Don Pasquale află că aceasta urmează să se întâlnească noaptea, în grădină, cu iubitul ei. Împreună cu Malatesta, Don Pasquale hotărăște să-și surprindă soția într-o situație fără echivoc și astfel să obțină divorțul. Ernesto cântă o serenadă apoi, în liniștea nopții, cei doi îndrăgostiți se întâlnesc și își fac jurămintele de credință. Don Pasquale iese din ascunzătoare. Norina însă este singură. "Întâmplator", Ernesto se află prin apropiere. Exasperat, Don Pasquale acceptă căsătoria nepotului său cu frumoasa Norina, în schimbul despărțirii de îngrozitoarea lui soție. Este momentul ca farsa să ia sfârșit. Norina își dezvăluie adevărata identitate. Don Pasquale află cu satisfacție că, de fapt, căsătoria lui nu este valabilă. Și mulțumit, Malatesta ia parte la bucuria tinerilor.